# Ruta 81 (Uruguay)
La ruta N.º 81 es una de las carreteras nacionales de Uruguay. 

## Denominación
De acuerdo a la ley 19569, desde diciembre de 2017, el tramo de esta ruta nacional entre las ciudades de Santa Lucía y Montes, recibe el nombre de Evaristo Guerra Mattos.

## Trazado
Atraviesa los departamentos de Canelones y Lavalleja de oeste a este, y discurre finalmente por parte del límite entre este último departamento y el de Maldonado.
Posee carácter de ruta nacional secundaria entre la ciudad de Santa Lucía y Montes (kilómetros 0 al 97), mientras que es de carácter departamental el tramo entre la localidad de Montes y la ruta 60. 
Este último tramo se encuentra bituminizado entre la ruta nacional 8 y el camino Aguas Blancas, continuando como un camino de sierras hasta el departamento de Maldonado. En este tramo sirve al tránsito turístico a Aguas Blancas, paraje conocido por su alto valor paisajístico, y al tránsito productivo forestal en los tramos de sierras.

## Hoja de ruta
Detalle del recorrido según el kilometraje:

### Canelones

#### Primer tramo: Ruta 11-Ruta 81
- km 000.000: Extremo oeste: Rotonda Empalme con ruta 11 y ciudad de Santa Lucía.
- km 001.400: Rotonda de acceso a puente sobre río Santa Lucía y bypass Santa Lucía-ruta 11.
- km 007.150: Rotonda empalme con ruta 62.
- km 010.100: Cruce con ex ruta 5 y Paso Pache:
  - Norte: Acceso a Puente viejo Paso Pache (ex ruta 5).
  - Sur: MEVIR Paso Pache y ruta 5.
- km 012.400: Rotonda empalme con ruta 5:
  - Norte: ruta 5 a Florida, Durazno, Tacuarembó y Rivera.
  - Sur: ruta 5 a Canelones y Montevideo.
- km 023.200: Rotonda empalme con ruta 64 y Paso de la Cadena:
  - Norte: ruta 64 a ruta 63.
  - Sur: ruta 64 a ruta 11 y Canelones.
- km 032.500: Rotonda empalme con ruta 33:
  - Norte: ruta 33 a ruta 65.
  - Sur: ruta 33 a San Antonio y ruta 11.
- km 042.400: Semirotonda empalme con ruta 6 y acceso a San Bautista:
  - Norte: a San Ramón y Sarandí del Yí.
  - Sur: a Santa Rosa, Sauce, Toledo y Montevideo.
- km 043.000: Planta urbana de San Bautista.
- km 055.300: Empalme con ruta 7:
  - Norte: ruta 7 a Tala, Fray Marcos, Cerro Chato y Melo.
  - Sur: ruta 7 a San Jacinto y ruta 6.
- km 071.500: Empalme con ruta 80 (se discontinúa):
  - Norte: ruta 80 a ruta 7.
  - Sur: ruta 80 a Migues.

#### Segundo tramo: Ruta 108-Ruta 60
Continúa kilometraje de acuerdo a progresivas de la ruta 80
- km 091.450: Empalme con ruta 108
  - Sur:a ruta 80 y ruta 8.
  - Norte: ruta 108 a ruta 12.
  - Oeste: planta urbana de Migues
- km 096.000: Inicia planta urbana de Montes.
- km 097.000: Finaliza jurisdicción nacional, continúa como camino departamental.
- km 098.000: Fin planta urbana de Montes.